# Limbarda
Limbarda es un género de plantas fanerógamas perteneciente a la familia de las asteráceas. Comprende 7 especies descritas y de estas, solo 2 aceptadas. Se encuentra en Eurasia y Norte de África.

## Taxonomía
El género fue descrito por Michel Adanson y publicado en Familles des Plantes 2: 125, 570. 1763. La especie tipo es  Limbarda crithmoides (L.) Dumort.

## Especies aceptadas
A continuación se brinda un listado de las especies del género Limbarda aceptadas hasta julio de 2012, ordenadas alfabéticamente. Para cada una se indica el nombre binomial seguido del autor, abreviado según las convenciones y usos.
- Limbarda crithmoides (L.) Dumort.
- Limbarda salsoloides (Turcz.) Ikonn.